# Discovery One
Az Amerikai Egyesült Államok űrhajója, a Discovery One egy fiktív űrhajó, amely Arthur C. Clarke Űrodüsszeia-sorozatának első két regényében, valamint a Stanley Kubrick által rendezett 2001: Űrodüsszeia (1968) és 2010 – A kapcsolat éve (1984, Peter Hyams) című filmekben szerepel. Az űrhajó egy atommeghajtású bolygóközi űrhajó, amelynek legénysége két emberből áll, és amelyet a HAL 9000 nevű mesterséges intelligenciával rendelkező fedélzeti számítógép irányít. Az űrhajó a második regényben megsemmisül, és a továbbiakban nem jelenik meg.
Clarke és Kubrick párhuzamosan dolgozták ki az első regényt és a filmet, de a különböző médiumokhoz igazodva voltak eltérések. Kubrick elhagyta az űrhajó hűtőbordáit, attól tartva, hogy azokat szárnyként értelmeznék. A Discovery One útvonala a könyvben a Föld körüli pályáról a Jupiter körüli gravitációs csúzlival a Szaturnuszhoz és az Iapetus hold körüli parkolási pályára kerül. Kubrick ezt az egyszerűbb, a Földtől a Jupiterig tartó útvonalra változtatta.
A filmhez Kubrick egy kivételesen nagy modellt épített az űrhajóról, hogy a fókuszváltások ne árulják el a nézőknek a valódi kis méretét. A mesterséges gravitációs jelenetekhez egy nagy, drága, forgó centrifugát is épített.

## Fejlesztés
Az űrhajó először Arthur C. Clarke sci-fi író 2001: Űrodüsszeia című regényében és a Stanley Kubrick által készített és rendezett azonos című filmben jelenik meg. A könyv és a film párhuzamosan készült Clarke és Kubrick együttműködésében. Ennek ellenére az űrhajó regénybeli és filmes megjelenése eltér egymástól. Clarke a tervezést olyan elképzelésekre alapozta, amelyek tudományosan megvalósíthatóak voltak, illetve amelyekről úgy vélte, hogy megvalósíthatóak. Az űrhajót hipotetikus termonukleáris meghajtórendszerrel látta el, és hatalmas hűtőbordákkal látta el, hogy a keletkező felesleges hőt kisugározza. A könyvben Clarke azt írja, hogy az uszonyok "úgy néztek ki, mint valami hatalmas szitakötő szárnyai", és hogy a hajónak "egy régi idők vitorláshajójához való múló hasonlóságot" adtak. A filmből Kubrick eltávolította az uszonyokat, mert úgy gondolta, hogy a nézők szárnyakként értelmezhetik azokat, amelyek az űrhajónak azt a képességet adják, hogy átrepüljön a légkörön.
A film készítésének korai szakaszában Clarke és Kubrick fontolóra vették, hogy a Discovery-t egy Orion típusú nukleáris impulzusmeghajtású hajtóművel lássák el. Kubrick hamarosan ellene döntött, egyrészt azért, mert az űrhajó "putt-putt" módszerrel történő gyorsulásának bemutatása "túl komikus" lehetett volna a filmhez, másrészt pedig azért, mert úgy tekinthették volna, hogy az előző filmje, a Dr. Strangelove után ő is felkarolta a nukleáris fegyvereket.

## Carousel
Kubrick 750 000 amerikai dollárt, a 6 millió dolláros költségvetés nagy részét költötte a centrifuga mesterséges gravitációs jeleneteinek díszletére. A díszlet egy függőlegesen elhelyezett 27 tonnás kör alakú, 12 méter átmérőjű és 3 méter széles díszlet volt. Az egész díszlet akár 4,8 km/h sebességgel is képes volt forogni a tengelye körül. A henger pereme elég lassan mozog ahhoz, hogy a színészek úgy tudjanak vele járni, mintha egy mókuskerékben lennének. Ez azt a benyomást keltette, mintha a színészek a díszlet falain felfelé járnának, miközben valójában a színészek a díszlet alján maradtak. Ugyanezt a technikát alkalmazták a Kos holdkomp jeleneteinél is. Ez nem volt teljesen új ötlet; az 1951-es Királyi esküvőben egy hasonló elrendezés lehetővé tette Fred Astaire számára, hogy látszólag a hotelszobája falain és a mennyezet mentén táncoljon felfelé.
Clarke úgy vélte, hogy az űrhajó súlytalansági és mesterséges gravitációs területei közötti váltás képességét az űrhajósok könnyen megtanulják, és Kubrick így ábrázolta ezt a filmben. Szakértői vélemények szerint azonban ezt valamivel nehezebb lenne elérni, különösen a Coriolis-erő miatt. 1958-tól kezdve a Naval Medical Research Laboratory hosszú sugarú centrifuga-kísérletei során az alanyokat egy 9,1 m átmérőjű, lakóhelyiségekkel kiegészített centrifugában tartották akár három hétig is. A kísérletek során megállapították, hogy az alanyoknak három-négy napra volt szükségük ahhoz, hogy leküzdjék a mozgásbetegséget és az egyensúlyi problémákat.

## Stúdió modell
A forgatáshoz két modell készült, egy 4,6 m hosszú és egy 16 m hosszú. A modellek méretaránya sok más produkcióhoz képest szokatlanul nagy volt. Ennek oka az volt, hogy a felvételeknél az egész hajót fókuszban kellett tartani, ami a kisebb vagy asztali modellekkel nem volt megoldható. Egy kisebb modellnél a kamerát közelebb kell vinni, és a fókusz változása a modell egészén elárulná a tárgy valódi méretét.
A film elkészülte után Kubrick elrendelte mind a modellek, mind a megépítésükhöz szükséges tervek megsemmisítését, hogy azokat a jövőben ne lehessen felhasználni a filmhez. Ez problémát jelentett az 1984-es folytatás, a 2010 – A kapcsolat éve című film előkészületi munkálatai során. A filmkészítők kénytelenek voltak a Discovery különböző szögekből készült, a 2001: Űrodüsszeia 70 mm-es kópiából vett képkocka-nagyításokhoz nyúlni, hogy új modellt építsenek.
Ezen kívül a hajó fejének és néhány testrészletnek a modelljét használták fel a Leonovhoz dokkolt Discovery közeli felvételeihez.
Egy 12 láb hosszú modellt használtak az elsődleges mozgásvezérelt felvételekhez, míg egy kisebbet a Discovery bukdácsolásának ábrázolásához használtak, amikor a Discovery végig bukdácsol az Io-n.

## Fiktív történelem
Az aerodinamikai kialakítás hiánya és hatalmas mérete miatt a Discovery One-t a Föld körüli pályán szerelték össze és onnan indították. A regényben leírtak szerint eredetileg a Jupiter-rendszer felmérésére szánták, de a küldetését megváltoztatták, hogy a Szaturnuszhoz menjen, és a Tycho kráternél talált fekete monolit jelének célpontját vizsgálja. Ennek eredményeként a küldetés egyirányú út lett a Szaturnuszhoz és annak Japetus nevű holdjához (A filmes elbeszélésben az úti cél továbbra is a Jupiter.) Miután a Szaturnuszon és a Japetuson idegen leleteket vizsgáltak, az előzetes terv szerint a legénység mind az öt tagja határozatlan időre felfüggesztett életműködésbe kerül. Végül úgy tervezték, hogy a sokkal nagyobb és erősebb Discovery Two (amely még nem készült el) elutazik a Japetoszra, és mindenkivel együtt tér vissza hibernált állapotban.

### A hajó jellemzői
A 2001: Űrodüsszeia című regényben a Discovery One leírása szerint "majdnem 400 láb hosszú volt, 40 láb átmérőjű gömbbel". (122 méter, illetve 12,2 méter; a 2010-es film 800 lábat (240 m) említ) és nukleáris plazma meghajtással működik, amit 275 láb (84 m) tartály és szerkezet választ el az űrhajó gömb alakú részétől, ahol a legénységi szállás, a számítógép, a repülésirányítás, a kisebb segédeszközök és a műszerek találhatók.
A hajó körhintája egy forgó fedélzeti sáv, amely a legénységi fülkében van felszerelve, és a gravitáció hatását szimuláló centrifugális erőt használ, és ez az elsődleges lakó- és munkaterület. A három hibernált alvó űrhajós is itt helyezkedik el. A körhinta Hold-szintű gravitációt biztosít, alig több mint 5 fordulat/perc sebességgel forogva. A körhinta leállítható, és a forgás egy lendkerékben tárolható. Van itt egy automatizált konyha (amelyet a General Mills közreműködésével fejlesztettek ki); egy hajó-Föld kommunikációs központ; és egy teljes orvosi részleg, ahol az űrhajósok rendszeres automatizált vizsgálatokon vesznek részt.
A körhintán kívüli területek mikro-g környezetek, ahol a legénység tagjai tépőzáras cipőkkel rögzítik magukat a padlóhoz. Ezeken a területeken zajlik a pilóta, a navigáció és egyéb feladatok elvégzése. Van még egy kapszula-öböl, ahol három egyszemélyes javító és ellenőrző űrhajót tartanak, valamint az űrhajó elsődleges HAL 9000-es központi számítógépét.

### Kommunikáció
A Discovery-t úgy írják le, mint egy nagyon nagy űrhajót, amelyet csak két űrhajós (David Bowman és Frank Poole) tudott kezelni, akik 12 órás váltott műszakban dolgoztak, a HAL 9000 mellett. A könyvben az IBM azt jósolta, hogy a számítógépek fejlődése olyannyira előrehaladott lesz, hogy a küldetést az összes űrhajós hibernációba helyezésével is el lehet végezni. Azt mondták azonban, hogy kívánatos lenne, hogy az út során a pilóta és a másodpilóta, valamint a földi irányítás között rendszeres kommunikáció legyen. A kommunikáció során figyelembe veszik az űrhajó és a Föld között a téren áthaladó elektromágneses hullámok eltelt idejét. Poole-t például úgy ábrázolják, hogy egy előre felvett születésnapi üzenetet néz a családjától, ahelyett, hogy valós időben lépne velük kapcsolatba. Egy ilyen beszélgetés nem lehetséges, mivel az üzeneteknek 30-52 percig tart az átvitel a Jupiter és a Föld között. Természetesen ez az idő a Naprendszerben lévő égitestek adott pillanatban elfoglalt relatív helyzetétől függ..

### A Discovery sorsa
A HAL meghibásodása után Bowman kikapcsolta a számítógépet, és ezzel gyakorlatilag elszigetelte magát a Discoveryn. A filmben, amikor az űrhajó megérkezik a Jupiterhez, a Jupiter/Io L1 pontnál találkozik a TMA-1 jóval nagyobb "nagy testvérével", a TMA-2-vel. A regényben lényegében ugyanez történik, csak a Discovery a Szaturnusz Iapetus nevű holdja körül kering. Mindkét változatban Bowman elhagyja a Discoveryt, hogy megvizsgálja a monolitot, és bejut a monolit belsejébe.
Miután kiderül, hogy a Discovery pályája meghibásodik, egy közös szovjet-amerikai misszió (köztük Heywood Floyd) az Alekszej Leonyov űrhajó fedélzetén a Jupiterhez utazik, hogy elfogja és a fedélzetre szállítsa a Discoveryt, abban a hitben, hogy az sok választ rejteget a 2001-es küldetést övező rejtélyekre. A Leonov dokkol a Discoveryvel, újraindítja a fedélzeti rendszereket, és stabilizálja a pályáját. Hal alkotóját, Dr. Chandrát küldik, hogy újraindítsa a HAL 9000 számítógépét, és gyűjtsön össze minden lehetséges adatot az előző küldetéssel kapcsolatban.
Később megjelenik Dave Bowman jelenése, aki figyelmezteti Floydot, hogy a Leonovnak két napon belül el kell hagynia a Jupitert. Floyd megkérdezi, hogy mi fog történni akkor, mire Bowman azt válaszolja: "Valami csodálatos". Floydnak eleinte nehéz meggyőznie a legénység többi tagját, de a Jupiteren egy sötét folt kezd kialakulni és növekedni. A HAL távcsöve felfedezi, hogy a "Nagy Fekete Folt" valójában egy hatalmas, geometriai ütemben növekvő monolitpopuláció. (A film felgyorsítja a tempót a regényhez képest, egyrészt lerövidítve Bowman tizenöt napos határidejét, másrészt gyorsabbá téve a folt növekedését.)

## Fordítás
- Ez a szócikk részben vagy egészben  a   Discovery One című angol Wikipédia-szócikk ezen változatának fordításán alapul.  Az eredeti cikk szerkesztőit annak laptörténete sorolja fel. Ez a jelzés csupán a megfogalmazás eredetét és a szerzői jogokat jelzi, nem szolgál a cikkben szereplő információk forrásmegjelöléseként.